# Poderoso (EP)
Poderoso es el tercer EP de la banda de rock chileno Lucybell, grabado en los estudios Foncea, en Santiago de Chile, y masterizado también en la capital chilena. Este álbum fue lanzado con un sello independiente el 9 de mayo en la tienda digital iTunes Store, debido al quiebre del contrato entre Lucybell y Feria Music, y cuenta sólo con cuatro canciones.
La placa se caracteriza por ser la única grabación con todos los integrantes históricos de la banda.
El único sencillo del EP se titula igual que el álbum; se lanzó el viernes 12 de abril de 2013 y se podía descargar en la página oficial del grupo poniendo el código de ticket de la presentación del disco en el Teatro Nescafé de las Artes. El EP puede obtenerse por el momento en su formato digital MP3 y en páginas de venta legal, como Amazon e iTunes Store.

## Lista de canciones
| N.º   | Título            | Duración |  |
| 1.    | «Poderoso»        | 3:56     |  |
| 2.    | «Bosques de odio» | 3:43     |  |
| 3.    | «En ti»           | 3:48     |  |
| 4.    | «Risa dulce»      | 4:00     |  |
| 15:27 |                   |          |  |

## Créditos
- Claudio Valenzuela: voz, guitarra
- Eduardo Caces: bajo
- Cote Foncea: batería, (guitarra acústica
- Marcelo Muñoz: guitarra
- Gabriel Vigliensoni: sintetizador
- Francisco González: coros, batería, percusiones

- Datos: Q16620597